# Flag nacii
Flag nacii (Флаг нации) è un film del 1929 diretto da Vladimir Georgievič Šmidtgof.